# Jílové u Prahy
Jílové u Prahy (niem. Eule bei Prag) − miasto w Czechach, w kraju środkowoczeskim. Według danych z 31 grudnia 2003 powierzchnia miasta wynosiła 1 624 ha, a liczba jego mieszkańców 3 461 osób.

## Ludzie
- František Chvalkovský
- Wincenty Ferdynand Lessel

## Demografia
| Rok             | 1970  | 1980  | 1991  | 2001  | 2003  |
| --------------- | ----- | ----- | ----- | ----- | ----- |
| Liczba ludności | 2 867 | 2 875 | 3 285 | 3 325 | 3 461 |

Źródło: Czeski Urząd Statystyczny